# Kobersdorf
Kobersdorf (ungarisch Kabold, kroatisch Kobrštof) ist eine Marktgemeinde mit 1878 Einwohnern (Stand 1. Jänner 2025) im Burgenland im Bezirk Oberpullendorf in Österreich.

## Geografie

### Geografische Lage
Die Gemeinde liegt am Fuß des Pauliberges, des jüngsten erloschenen Vulkans Österreichs, im Schwarzenbachtal im Mittelburgenland.
Teile des Gemeindegebietes gehören zum Naturpark Landseer Berge.

### Gemeindegliederung
Das Gemeindegebiet umfasst folgende drei Ortschaften (in Klammern Einwohnerzahl Stand 1. Jänner 2025):
- Kobersdorf (1120) samt Am Waldhof, Buchgraben und Neuberg
- Lindgraben (174)
- Oberpetersdorf (584)

Die Gemeinde besteht aus den Katastralgemeinden Kobersdorf, Lindgraben und Oberpetersdorf.

### Eingemeindungen
Am 1. Jänner 1971 wurden die vordem selbständigen Gemeinden Lindgraben und Oberpetersdorf mit Kobersdorf zur Großgemeinde Kobersdorf zusammengelegt.

### Nachbargemeinden
|               | Schwarzenbach (WB)                          | Sieggraben (MA) |
| Wiesmath (WB) | Kompassrose, die auf Nachbargemeinden zeigt | Weppersdorf     |
|               | Markt Sankt Martin                          |                 |

## Geschichte

### Herrschaft und Schloss bis zum Ende des Ersten Weltkriegs
Vor Christi Geburt war das Gebiet Teil des keltischen Königreiches Noricum und gehörte zur Umgebung der keltischen Höhensiedlung Burg auf dem Schwarzenbacher Burgberg.
Später unter den Römern lag das heutige Kobersdorf dann in der Provinz Pannonia.
In einer Schenkungsurkunde aus dem Jahr 860 von König Ludwig dem Deutschen an den Erzbischof Adalwin von Salzburg wird ein Ort „Kundpoldesdorf“ erwähnt, der in der frühen Forschung mit Kobersdorf gleichgesetzt wurde. Diese Annahme ist jedoch nicht gesichert. Der Historiker Fritz Zimmermann ist der Meinung, dass der Ortsname Kobersdorf aus slawisch „Kobilica“, Stutenbach, herzuleiten sei, dem heutigen Schwarzenbach, in seinem Oberlauf als Roßwasser bezeichnet.
1222 schenkte der ungarische König Andreas II. das Gebiet der späteren Herrschaft Kobersdorf aufgrund seiner Verdienste seinem Gefolgsmann, dem Grafen Pósa. In der Schenkungsurkunde werden die Orte Weppersdorf, Lindgraben, Neudorf, Kobersdorf, Tschurndorf und Lackenbach genannt. Pósa erbaute die Burg Kobersdorf von 1222 bis 1229. Diese war von großer strategischer Bedeutung, da sie den Zugang nach Ungarn durch das Stooberbachtal kontrollieren konnte. 1229 wurden die Burg und die umliegende Gemeinde zuerst urkundlich erwähnt, als der ungarische Thronanwärter Béla IV. dem Grafen Pósa die Besitzungen Kobersdorf, Nebersdorf, Warasdorf, Lackenbach, Zelusbic, Ratchu und Weppersdorf bestätigte. 1280 gab der ungarische König Ladislaus IV. Kobersdorf dem ungarischen Geschlecht der Csák als Lehen. Im Zuge der Güssinger Fehde wurde die Burg 1289 durch Herzog Albrecht I. von Österreich erobert, 1291 aber im Vertrag von Hainburg wieder an Ungarn zurückgegeben.
Ab 1319 war Kobersdorf für 200 Jahre im Besitz der ungarischen Grafen Mattersdorf-Forchtenstein bis zum Aussterben dieses Geschlechts. Wilhelm, der letzte Mattersdorf-Forchtensteiner, verkaufte 1447 Burg und Herrschaft an Herzog Albrecht VI. von Österreich, der 1451 die Burg an seinen Bruder Friedrich, den späteren Kaiser Friedrich III. für 50 000 Gulden weiterverkaufte. 1463 erhielt Kobersdorf von Kaiser Friedrich III. das verbriefte Marktrecht, das 1651 durch Kaiser Ferdinand III. noch einmal feierlich bestätigt wurde. Friedrich III. verpfändete die Herrschaft an das Salzburger Geschlecht der Weißpriach, Burg und Herrschaft blieben aber „intra fines regni Hungarie“, also innerhalb der Grenzen des ungarischen Königreiches. 1464 wird Sigmund von Weißpriach Burggraf und 1452 mit der Herrschaft Kobersdorf belehnt. Sigmunds Enkelsohn Hans Weißpriach nahm um 1540 den evangelischen Glauben an und machte Kobersdorf etwa ab 1548 protestantisch. Erst im Jahr 1663 wurde wieder ein katholischer Pfarrer in Kobersdorf erwähnt.
Bis 1626 wurde die Wasserburg Kobersdorf zum „Neuen Schloss“ umgestaltet und Ungarn und Habsburger wechselten sich in rascher Folge den Besitz der Herrschaft. Wegen der Eingliederung in das ungarische Staatsgebiet zählte Kobersdorf zu den sogenannten „verschwiegenen“ Herrschaftsgebieten, die weder in Österreich noch in Ungarn besteuert wurden. 1638 übernahm der ungarische Graf Johann Kéry de Ipoliker die Herrschaft, 1654 erfolgte die Erweiterung zum Barockschloss Kobersdorf. Sein Sohn Franz Kéry und sein Verwalter Andreas Miklossy betrieben 1683 die gewaltsame Konvertierung der Einwohner zum katholischen Glauben. Nach der Niederlage der Türken vor Wien 1683 hinterließ die türkische Armee bei ihrem Rückzug eine blutige Spur der Verwüstung.
Wegen seiner hohen Verschuldung war Franz II. Kéry 1704 gezwungen, Schloss und Herrschaft Kobersdorf für 150.000 Gulden seinem Schwager Fürst Paul I. Esterházy zu verkaufen. Die Schlossanlage blieb bis 1963 im Besitz der Esterhàzy; dann wurde sie an die Familie Bolldorf-Grazigna verkauft. Unter den Esterházy verfiel das Schloss und diente unterschiedlichen Zwecken: zunächst war es Sitz des Herrschaftsverwalters, 1809 Quartier für französische Offiziere, 1914 Gefangenenlager für Serben, 1942 bis 1945 erneut Gefangenenlager für Offiziere und schließlich bis 1947 Sitz einer Behörde der russischen Besatzungsmacht.
Im Schloss gab es mehrere Katastrophen wie 1876 ein Dachstuhlbrand und 1895 wurden die östlichen Basteimauern durch die große Überschwemmung zerstört. Als 1963 der Abriss der Schlossruine zur Diskussion stand, kaufte die österreichische Architektin Martha Bolldorf-Reitstätter das Schloss und begann mit umfangreichen Sanierungsarbeiten.

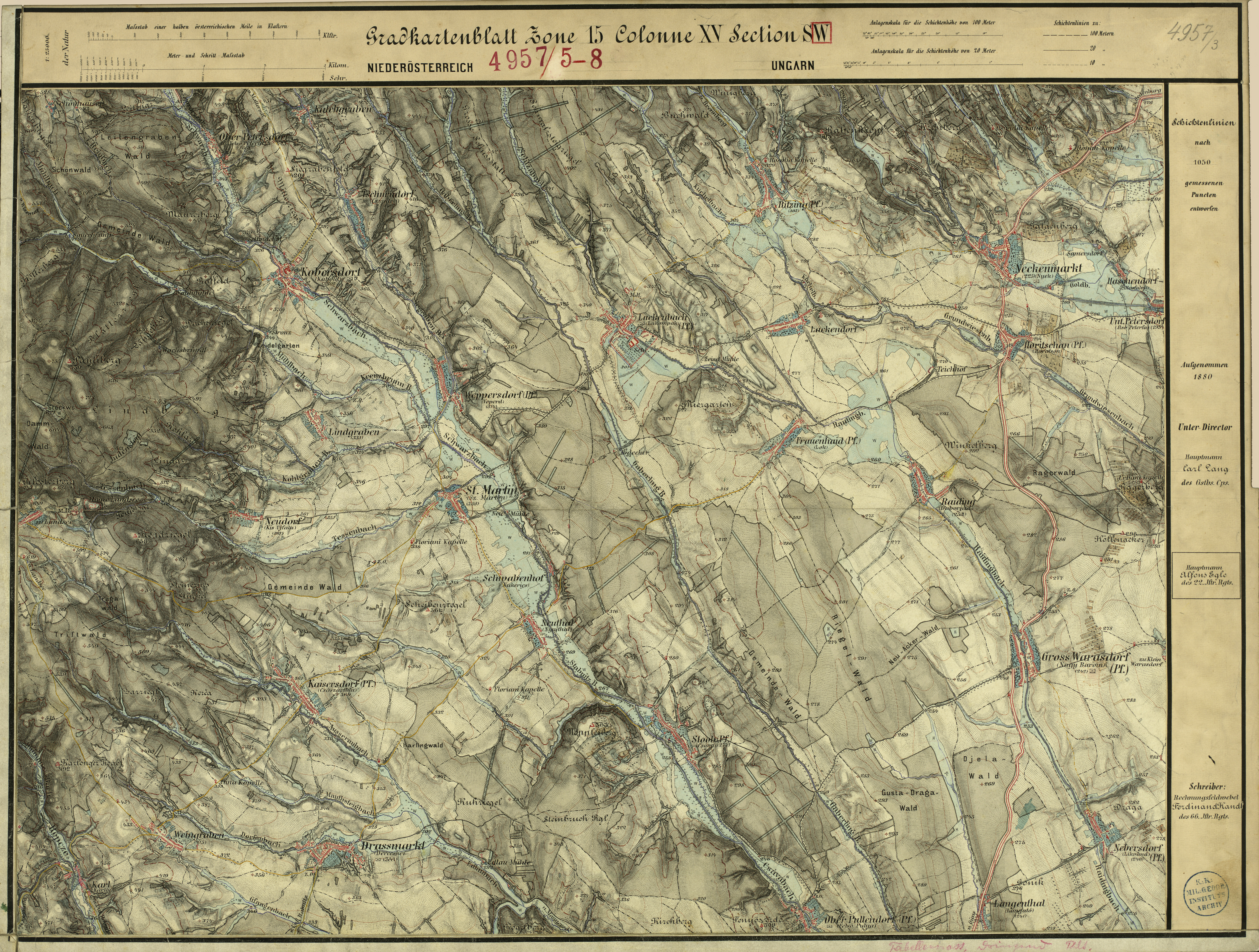
Kobersdorf (links oben) um 1880 (Aufnahmeblatt der Landesaufnahme)

Der Ort gehörte wie das gesamte Burgenland bis 1920/21 zu Ungarn (Deutsch-Westungarn). Seit 1898 musste aufgrund der Magyarisierungspolitik der Regierung in Budapest der ungarische Ortsname Kabold verwendet werden.
Nach Ende des Ersten Weltkriegs wurde nach zähen Verhandlungen Deutsch-Westungarn in den Verträgen von St. Germain und Trianon 1919 bzw. 1920 Österreich zugesprochen. Der Ort gehört seit 1921 zum neu gegründeten Bundesland Burgenland (siehe auch Geschichte des Burgenlandes).

### 1930er Jahre
Nachdem am 19. Juni 1933 die NSDAP Österreichs verboten worden war, zogen sich deren Mitglieder und Sympathisanten in die Illegalität zurück und agitierten in Kobersdorf und den umliegenden Gemeinden weiter für die nationalsozialistische Ideologie. Hauptinitiator war der in Mörbisch tätige Kobersdorfer Lehrer Adolf Schranz, der 1938 zum Schulrat des Kreises Oberpullendorf ernannt wurde. Neben konspirativen Treffen im evangelischen Pfarrsaal wurden im Ort Flugblätter und Hakenkreuze aus Blech verteilt und eine Hakenkreuzflagge bei der katholischen Kirche gehisst. Zentrale Versammlungsstätte war das ehemalige Gasthaus Schranz. Im Frühjahr 1938 wurde in einem Haferfeld in den Tendeläckern am nördlichen Ortsrand durch intensivere Düngung ein großes Hakenkreuz dargestellt.
Nach dem „Anschluss“ Österreichs am 12. März 1938 existierten bereits ab März 1938 eine SA (Sturmabteilung)-Truppe unter dem Tischlergesellen Paul Fuchs als „Führer“ sowie eine Gruppe der Hitlerjugend unter dem Landwirt Franz Josef Marx. Mit Gemeinderatsbeschluss vom 20. März 1938 wurde Adolf Hitler zum Ehrenbürger ernannt und die am 2. November 1934 an Otto von Habsburg verliehene Ehrenbürgerwürde widerrufen. Mit Beschluss vom 14. April 1938 wurde der Kaiserpark nach dem Nationalsozialisten Franz Holzweber in Holzweberpark und der Elisabethpark nach dem Nationalsozialisten Otto Planetta (im Protokoll fälschlicherweise Franz Planetta genannt) in Planettapark umbenannt. Diese Beschlüsse wurden nach 1945 wieder rückgängig gemacht. Die Die SA-Truppen zwangen die jüdischen Einwohner, am Sabbat bei der Brücke über den Schwarzenbach die Straße „aufzuwaschen“ und andere demütigende körperliche Arbeiten zu verrichten. Sie waren auch hauptverantwortlich für die gewaltsame Enteignung und Vertreibung der jüdischen Bürger Kobersdorfs.

### Jüdische Gemeinde bis 1938
Die jüdische Gemeinde Kobersdorfs gehörte zu den jüdischen Siebengemeinden (hebräisch Schewa Kehilloth) des Burgenlandes und war die einzige im Raum Burgenland, die seit ihrer Gründung 1526/1527 ohne Unterbrechung über 400 Jahre bis zu ihrer Vertreibung im Jahr 1938 existierte.
Nach der Niederlage des ungarischen Heeres bei der Schlacht bei Mohács gegen die Osmanen fand die aus Ödenburg vertriebene jüdische Bevölkerung 1526/1527 Zuflucht in Kobersdorf. 1585 bestand das jüdische Viertel aus 18 Familien in sieben Häusern und lag halbkreisförmig zwischen der Westseite des Schlosses und dem Schwarzenbach, daher erhielten die Bewohner den Spitznamen „die Einseitigen“. Im 18. Jahrhundert wurde das Viertels in nordwestliche Richtung in der heutigen Neugasse erweitert. Bereits Ende des 16. Jahrhunderts besaß Kobersdorf eine vollständige jüdische Gemeinde mit Synagoge, Friedhof, Rabbiner, Schächter, Schulsinger und Gericht. In der Nähe der Synagoge befindet sich seit dem 16. Jahrhundert der jüdische Friedhof, der als einziger im Burgenland als Waldfriedhof angelegt wurde. Für ihr Aufenthaltsrecht mussten die Juden „Schutzgeld“ entrichten. Verpflichtend waren auch die Gabe von Naturalien an den Grundherrn zu Weihnachten, Martini und Ostern. Unter Maria Theresia wurde diese „Toleranztaxe“ ab 1744 zu einer ständigen staatlichen Steuer umgewandelt.

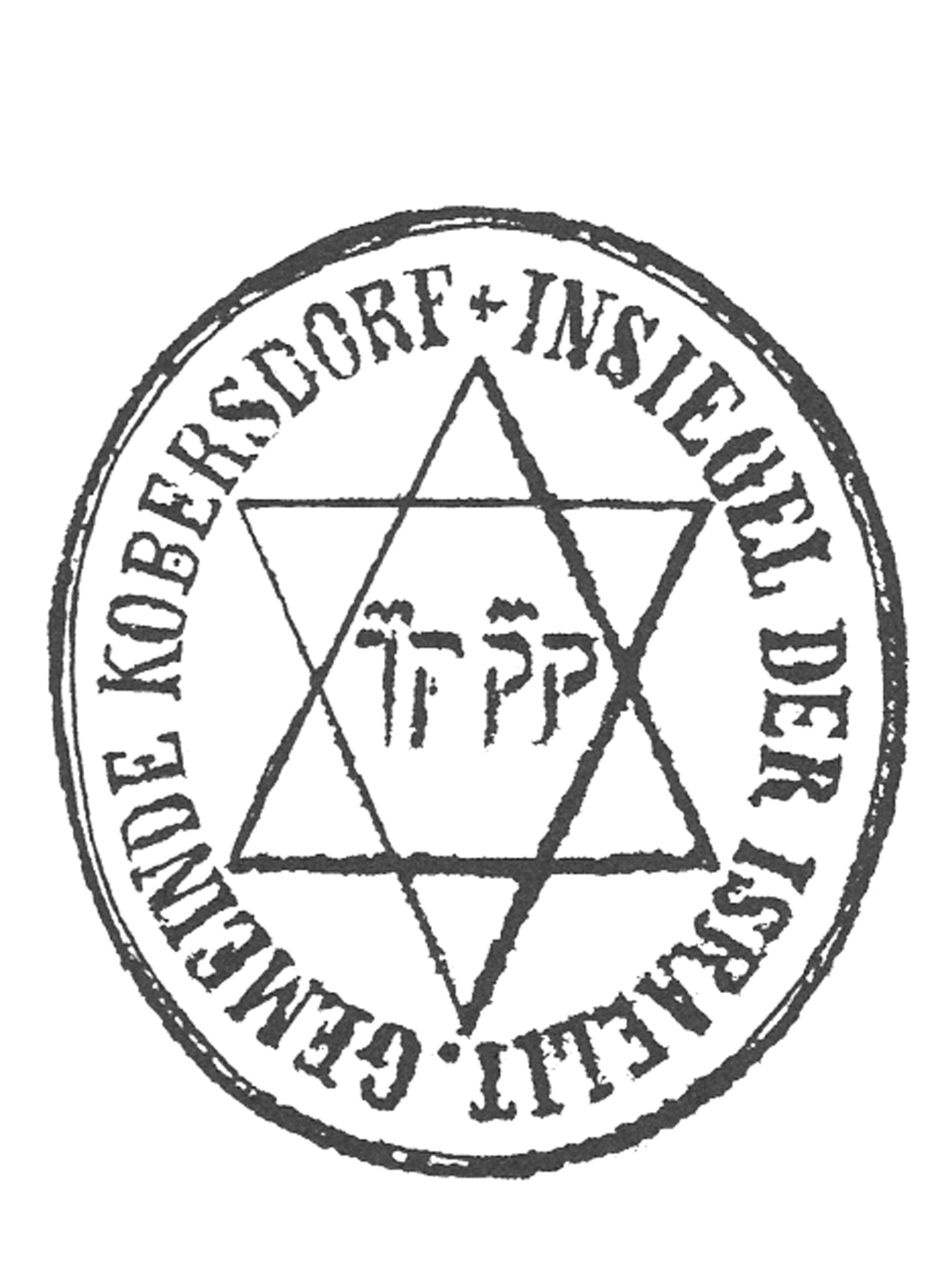
Emblem der jüdischen Gemeinde Kobersdorf. Es besteht aus einem Davidstern und der hebräischen Inschrift „heilige (jüdische) Gemeinde K(obers)d(orf)“

Die jüdischen Bewohner lebten hauptsächlich vom Wanderhandel und vom Hausieren, später auch vom Schankgewerbe, von der Fleischerei und handwerklichen Berufen, wobei ihnen jedoch die Mitgliedschaft in Zünften verboten wurde; die Kobersdorfer Schneider etwa beklagten sich immer wieder über die jüdische Konkurrenz. Im Jahr 1828 wurde die Höchstzahl von 746 Juden in Kobersdorf erreicht, bis 1934 sank ihre Zahl durch Abwanderung beständig auf nurmehr 172. Am 11. April 1860 wurde die Synagoge im Stil des Historismus eröffnet. Die jüdische Bevölkerung zählte zu dieser Zeit 600 Einwohner, etwa 40 % der Gesamteinwohner.
Im Ersten Weltkrieg kämpften Kobersdorfer Juden bei den königlich-ungarischen Truppen. Die Namen einiger jüdischer Gefallener sind am örtlichen Kriegerdenkmal aufgeführt.
Nach dem „Anschluss“ Österreichs im März 1938 wurde Tobias Portschy Gauleiter. Bereits am 2. April forderte er neben der Lösung der Zigeunerfrage auch die Lösung der Judenfrage. Vor diesem Hintergrund kam es zu Ausschreitungen und Terror gegen jüdische Familien, diese mussten innerhalb von 14 Tagen den Ort verlassen. Ein Teil der jüdischen Bewohner wurden am 13. April 1938 ebenso wie andere jüdische Bürger aus Lackenbach und Deutschkreutz in offenen Lastwagen nach Wien gebracht. Die Wagen fuhren dabei durch Mattersburg, um den dort lebenden Juden ein abschreckendes Beispiel zu geben. In der dritten Maiwoche 1938 wurden die letzten Juden von Kobersdorf nach Wien gewaltsam weggebracht, ihr Besitz wurde beschlagnahmt und „arisiert“. Der letzte Rabbiner Simon Goldberger wurde am 20. April 1938 über die „Grüne Grenze“ nach Ungarn deportiert und er und seine Familie später im KZ Auschwitz ermordet. Im Sommer 1938 gab es keine jüdischen Einwohner mehr in Kobersdorf. Im Oktober 1938 meldete die Israelitische Kultusgemeinde in Wien an Adolf Eichmann, dass im Burgenland sämtliche Kultusgemeinden aufgelöst worden waren. Die genaue Zahl der Opfer ist nicht bekannt. Man geht davon aus, dass von den 223 Mitgliedern der jüdischen Gemeinde von Kobersdorf 155 in den Ghettos und Vernichtungslagern der Nationalsozialisten ermordet wurden. Nur drei Überlebende kehrten nach 1945 nach Kobersdorf zurück.
Bereits ab Mai 1938 wurden die jüdischen Besitztümer „enteignet“ und die Gestapo beschlagnahmte fast alle Liegenschaften. Diese wurden nach und nach an Privatleute „verkauft“oder „versteigert“. Die Gemeinde Kobersdorf eignete sich von 1939 bis 1942 zehn Liegenschaften an. Nach der Vertreibung der jüdischen Bevölkerung wurde auch die Inneneinrichtung der Synagoge von der Kobersdorfer SA entfernt bzw. zerstört, das Gebäude selbst blieb jedoch erhalten. Der Grund hierfür ist unklar: Einige unbestätigte Quellen deuten darauf hin, dass man bei der Verbrennung des Gebäudes die Zerstörung des benachbarten Schlosses mit seiner Holzschindeldeckung befürchtete. Andere Quellen geben angeblich an, dass der Sprengmeister die geplante Sprengung verweigerte, weil bei der Sprengung der Synagoge Deutschkreutz ein Kind getötet wurde. Das Gebäude wurde danach als Turnhalle und SA-Heim benutzt.
In den Jahren 2019 bis 2022 wurde die Synagoge durch die Burgenländische Landesregierung wiederhergestellt. Im April 2022 erfolgte die Wiedereröffnung; die Synagoge wird seitdem als Kultur-, Wissenschafts- und Bildungszentrum mit Schwerpunkt auf jüdischer Kultur und Geschichte genutzt.

### Epidemien und Überschwemmungen
In der Mitte des Jahres 1806 kam es gehäuft zu Gangrän-Infektionen (volkstümlich Faulfieber oder Brand). 1806, 1807 und 1812 kam es zu mehreren Pocken-Epidemien (volkstümlich Blattern), an der vorwiegend Kleinkinder starben. 1808, 1809, 1810 und 1826 grassierte im Ort die Darmerkrankung „rote Ruhr“, der 1826 60 Einwohner zum Opfer fielen. 1816 und 1822 kam es zu einer Keuchhusten-Epidemie, an der vor allem Kinder starben. Von Juni bis September 1832 litt Kobersdorf unter einer Cholera-Epidemie, an der 50 Einwohner starben. Ende 1895 brach im Gebiet in und um Kobersdorf eine Diphtherie-Epidemie aus, an der nach Berichten des evangelischen Pfarrers von Kobersdorf auch im benachbarten Petersdorf von 65 Schülern 12 verstarben.
1795, 1813 und 1831 kam es durch starke Regenfälle zu großen Überschwemmungen im Gemeindegebiet. Am 6. Juni 1895 ereignete sich eine Hochwasserkatastrophe, bei der 17 Menschen ums Leben kamen, etwa 30 Häuser wurden total zerstört. Besonders betroffen waren die Gebäude in der Judengasse; auch die Synagoge stand 1,5 m unter Wasser und wurde danach nur notdürftig saniert. Die Gemeinde gedenkt seitdem am 6. Juni jeden Jahres, dem „Wassertag“, durch Gottesdienste der Opfer. Im Folgejahr 1896 gab es am 11. August und 6. September erneut Hochwasserschäden. Als Konsequenz daraus wurde 1939 der Schwarzenbach reguliert und das Ufer mit Betonmauern versehen. 1944 gab es nochmals Hochwasserschäden, vor allem in der Inselgasse. Ab 1950 wurden die Arbeiten dann fortgesetzt und 1965 abgeschlossen. Am 26. Juni und 4. August 2008 kam es erneut zu Hochwasserereignissen.

### Kultur und Vereine
1868 wurde der Männergesangsverein Kobersdorf vom evangelischen Lehrer Elias Kicker als interkonfessioneller und unpolitischer vierstimmiger Männerchor gegründet. Während der beiden Weltkriege wurde das Vereinsleben eingestellt. Seit 1953 findet ein jährlicher Sängerball mit Chorsingen und Sologesangseinlagen statt. 1958 wurde eine Sängerpartnerschaft mit dem deutschen Männergesangsverein Fechingen begründet.
1889 gründete der Kreisnotar Friedrich Blickle sen. den Feuerwehr-Verein. Erster Kommandant war Paul Reitter. Die Gemeindevertretung spendete 1892 eine neue Saughanddruckspritze und 36 Uniformen im Wert von 1.100 Gulden.
1912 wurde der Kobersdorfer Bad-Verein gegründet. Dieser erwarb an der „Schlossmühle“ ein Grundstück und errichtete dort 1912/1913 ein Freischwimmbad mit Holzkabinen.
1921 gründete der Forstverwalter Dr. Rudolf Haberl den Theaterverein Bühnenclub, der sich 1923 in Fidelia umbenannte. Haberl war zuvor 1914 Chorleiter des Männergesangsvereins Kobersdorf. Dem Verein gehörten auch fünf Mitglieder der jüdischen Gemeinde an, die aber 1938 von den Nationalsozialisten gewaltsam aus Kobersdorf vertrieben wurden; ein Mitglied wurde nachweislich deportiert und ermordet.
Im Februar 1925 wurde auf Initiative jüdischer Einwohner der Sportverein Kobersdorf gegründet. Erster Obmann war der Gastwirt Otto Weltsch, erster Spielerbetreuer der Schlossermeister Samuel Lurian und der Schuhmacher Samuel Kornfein war Vorstand. Da noch kein Fußballplatz existierte, fanden die Spiele anfangs auf dem Gelände des Viehmarktes an der nördlichen Ortseinfahrt statt. Ab Juni 1930 wurde am Tendelfeld, der heutigen Haydngasse, ein Grundstück gepachtet und ein Spielplatz angelegt. Das erste Spiel wurde in Kobersdorf gegen die Mannschaft von Lockenhaus ausgetragen, das Rückspiel endete mit 9:9. Bis 1938 gehörten der Mannschaft 11 jüdische Einwohner an.
1930 wurde das Salonorchester Kobersdorf gegründet; Leiter war der Kobersdorfer Lehrer Josef Grumböck. Das Vereinslokal befand sich im Gasthaus Emmerich Heisler (später Oberhofer). Unter den Musikern befanden sich auch zwei Mitglieder der jüdischen Gemeinde. Das Repertoire bestand aus Tanz- und Unterhaltungsmusik in der sogenannten „Berliner Besetzung“ ohne Schlagzeug, aber mit Klavier, Violinen, Violoncello, Kontrabass, Flöte, Trompete und Posaune. Das Orchester wurde bereits im Jahr 1934 wieder aufgelöst.
2014 gründete der ehemalige Bürgermeister Erwin Hausensteiner zusammen mit Gleichgesinnten den Gedenkverein Kobersdorf, der sich der Pflege der Erinnerung der jüdischen Kultur im Burgenland widmet und sich für die Errichtung eines Mahnmals für die vertriebenen und ermordeten jüdischen Mitbürger einsetzte.

### Bevölkerungsentwicklung

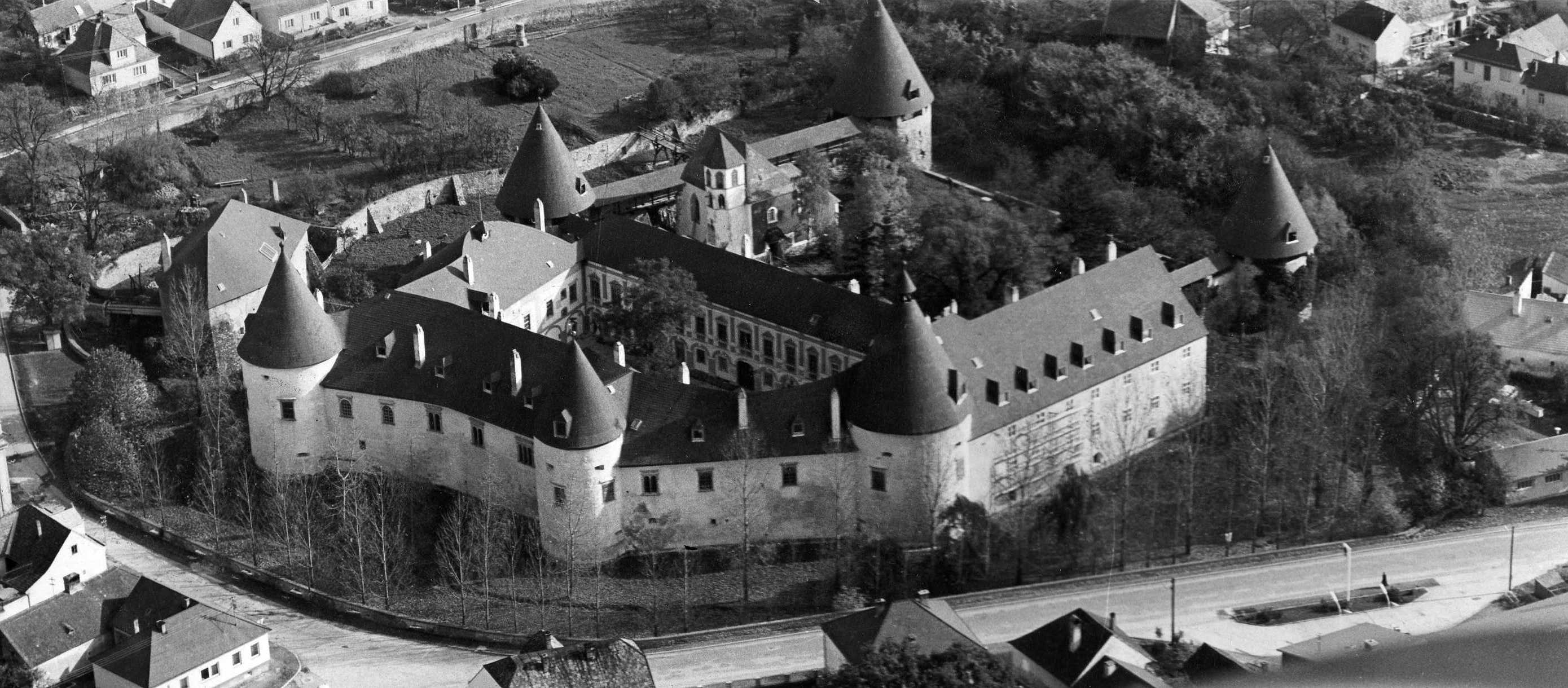
Schloss Kobersdorf, 1970

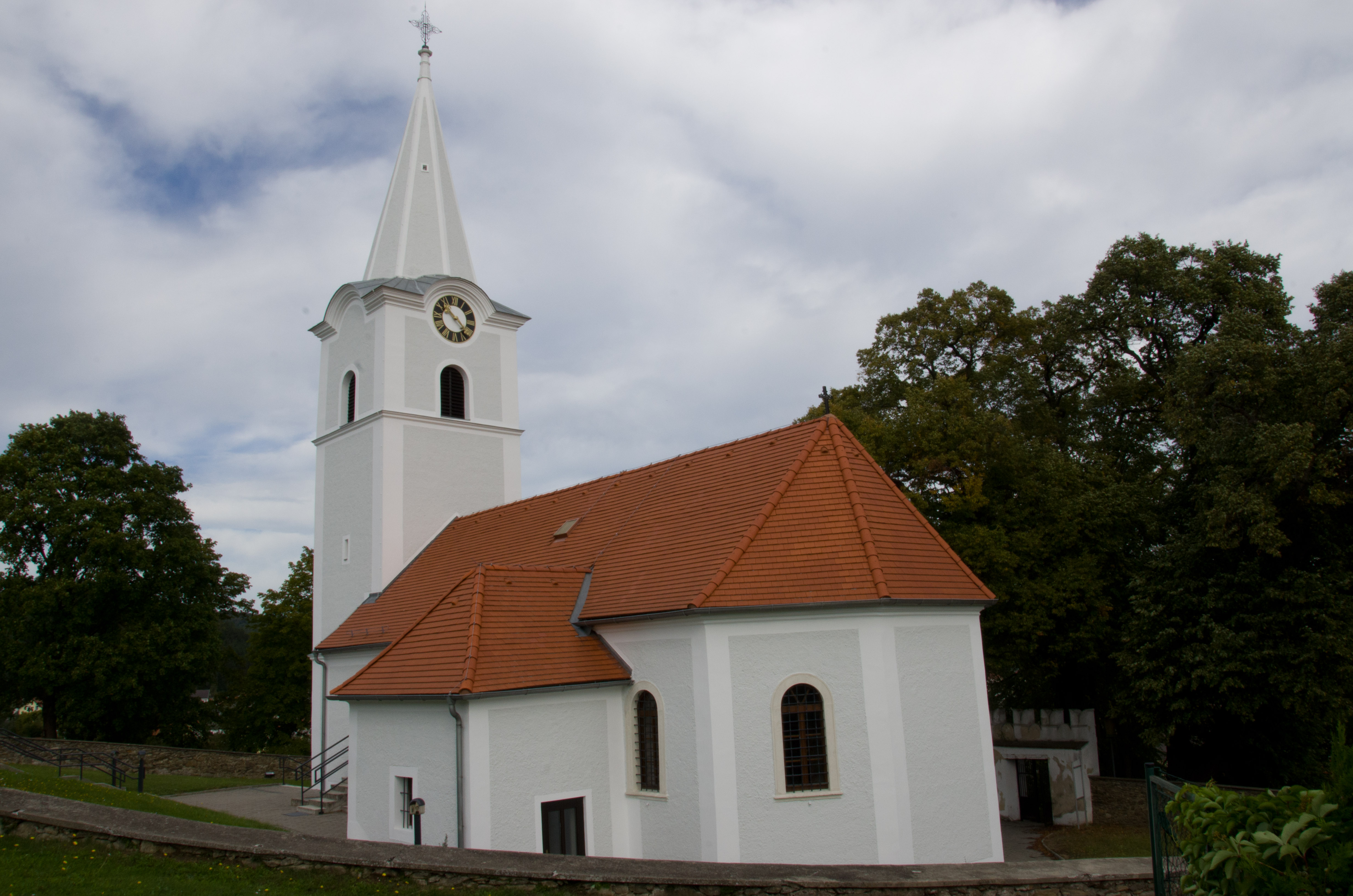
Katholische Pfarrkirche Kobersdorf

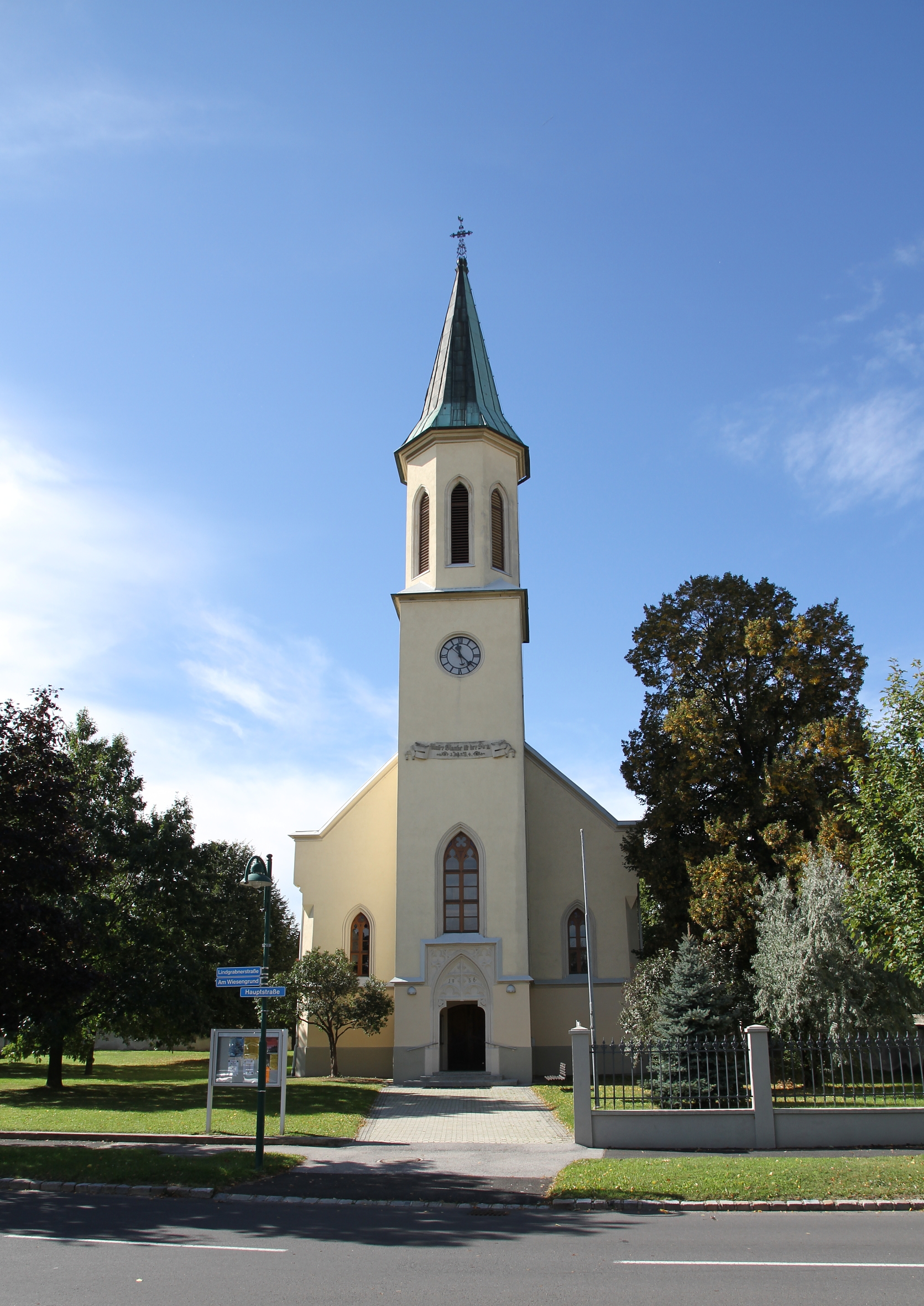
Evang. Pfarrkirche Kobersdorf

## Kultur und Sehenswürdigkeiten

### Bauwerke
- Schloss Kobersdorf
- Katholische Pfarrkirche Kobersdorf
- Evangelische Pfarrkirche Kobersdorf
- Ehemalige Synagoge Kobersdorf
- Jüdischer Friedhof Kobersdorf

### Natur
- Kobersdorf ist eine Naturparkgemeinde im Naturpark Landseer Berge und besitzt ein weitverzweigtes Mountainbike-, Radfahr-, Reit- und Wandernetz, welches unter anderem am Naturpark Badesee Kobersdorf und dem Kobersdorfer Zeltlagerplatz vorbeiführt.
- Kobersdorfer Sauerbrunn, eine öffentliche Wasserentnahmestelle bei dessen Wasser es sich um einen alkalischen Säuerling handelt, dessen Inhaltsstoffe Natrium, Kalzium, Magnesium und Eisen sich besonders zu Kur für Magen-, Darm- und Blasenleiden eigneten.
- Durch Kobersdorf führen mit dem Zentralalpenweg und dem Ostösterreichischen Grenzlandweg zwei österreichische Weitwanderwege sowie der Europäische Fernwanderweg E4.

### Regelmäßige Veranstaltungen
- Schloss-Spiele Kobersdorf: seit 1972 finden die Schlossspiele Kobersdorf jährlich im Juli und Anfang August im Schloss Kobersdorf statt

## Wirtschaft und Infrastruktur
Der Ort beheimatet einige Betriebe aus den verschiedensten Sparten:
- Waldquelle (bekannter Mineralwasserhersteller)
- Reitter Bau (Baufirma)
- Basaltabbau am Pauliberg
- Kobersdorfer Schlossbräu
- Schlosserei Scheiber
- Fleischerei Hausensteiner
- Fleischerei Berger

| Kobersdorf ist eine Gemeinde mit vielen Pendlern. Von den 923 Erwerbstätigen arbeiten 171 im Ort und 752 pendeln zum Arbeiten in andere Gemeinden. Von umliegenden Gemeinden arbeiten 109 Personen in Kobersdorf (Stand 2011). | Die zur Anzeige dieser Grafik verwendete Erweiterung wurde dauerhaft deaktiviert. Wir arbeiten aktuell daran, diese und weitere betroffene Grafiken auf ein neues Format umzustellen. (Mehr dazu) |

Der Gemeinderat umfasst aufgrund der Anzahl der Wahlberechtigten insgesamt 21 Mitglieder.
| Partei          | 2022             | 2022             | 2022             | 2017             | 2017             | 2017             | 2012             | 2012             | 2012             | 2007             | 2007             | 2007             | 2002             | 2002             | 2002             | 1997             | 1997             | 1997             |
| Partei          | Sti.             | %                | M.               | Sti.             | %                | M.               | Sti.             | %                | M.               | Sti.             | %                | M.               | Sti.             | %                | M.               | Sti.             | %                | M.               |
| --------------- | ---------------- | ---------------- | ---------------- | ---------------- | ---------------- | ---------------- | ---------------- | ---------------- | ---------------- | ---------------- | ---------------- | ---------------- | ---------------- | ---------------- | ---------------- | ---------------- | ---------------- | ---------------- |
| SPÖ             | 802              | 53,90            | 13               | 692              | 48,53            | 11               | 805              | 52,10            | 11               | 797              | 52,43            | 11               | 828              | 57,34            | 13               | 678              | 56,64            | 12               |
| ÖVP             | 461              | 30,98            | 7                | 434              | 30,43            | 7                | 490              | 31,72            | 7                | 465              | 30,59            | 7                | 562              | 38,92            | 8                | 413              | 34,50            | 7                |
| ZDORF A1        | 201              | 13,51            | 3                | 224              | 15,71            | 3                | 250              | 16,18            | 3                | 250              | 16,45            | 3                | nicht kandidiert | nicht kandidiert | nicht kandidiert | nicht kandidiert | nicht kandidiert | nicht kandidiert |
| Grüne           | 24               | 1,61             | 0                | 31               | 2,17             | 0                | nicht kandidiert | nicht kandidiert | nicht kandidiert | nicht kandidiert | nicht kandidiert | nicht kandidiert | nicht kandidiert | nicht kandidiert | nicht kandidiert | nicht kandidiert | nicht kandidiert | nicht kandidiert |
| FPÖ             | nicht kandidiert | nicht kandidiert | nicht kandidiert | 45               | 3,16             | 0                | nicht kandidiert | nicht kandidiert | nicht kandidiert | nicht kandidiert | nicht kandidiert | nicht kandidiert | 54               | 3,74             | 0                | 106              | 8,86             | 2                |
| FBL             | nicht kandidiert | nicht kandidiert | nicht kandidiert | nicht kandidiert | nicht kandidiert | nicht kandidiert | nicht kandidiert | nicht kandidiert | nicht kandidiert | 8                | 0,53             | 0                | nicht kandidiert | nicht kandidiert | nicht kandidiert | nicht kandidiert | nicht kandidiert | nicht kandidiert |
| Wahlberechtigte | 2016             | 2016             | 2016             | 1931             | 1931             | 1931             | 1950             | 1950             | 1950             | 1966             | 1966             | 1966             | 1892             | 1892             | 1892             | 1515             | 1515             | 1515             |
| Wahlbeteiligung | 78,27 %          | 78,27 %          | 78,27 %          | 81,41 %          | 81,41 %          | 81,41 %          | 85,18 %          | 85,18 %          | 85,18 %          | 82,15 %          | 82,15 %          | 82,15 %          | 80,13 %          | 80,13 %          | 80,13 %          | 89,97 %          | 89,97 %          | 89,97 %          |

### Bürgermeister
Bürgermeister ist Andreas Tremmel (SPÖ). Er trat 2022 die Nachfolge von Klaus Schütz (SPÖ) an. Bei der Bürgermeisterdirektwahl 2017 hatte Schütz mit Vizebürgermeisterin Martina Pauer (ÖVP) sowie Werner Schöll (ZDORF), wie 2012, wieder zwei Mitbewerber. Im ersten Wahlgang vom 1. Oktober 2017 verfehlte Schütz mit 47,53 % die qualifizierte Mehrheit; Pauer erreichte 33,18 % und Schöll schied mit 19,29 % aus. Die Stichwahl am 29. Oktober gewann Schütz mit 53,71 %, Pauer kam auf 46,29 %. Pauer schied aus dem Gemeinderat aus, weshalb in der konstituierenden Sitzung des Gemeinderats Johann Oberhofer (ÖVP) zum ersten Vizebürgermeister und Andreas Tremmel (SPÖ) zum zweiten Vizebürgermeister gewählt wurde.
Bei der Wahl 2022 wurde Andreas Tremmel mit 51,48 Prozent der Stimmen im Amt bestätigt.
Die Leitung des Gemeindeamts hat Stefan Puhr über.
Bürgermeister-Chronik
- 1934–1938 Franz Stifter
- 1938–1942 Josef Thrackl
- 1942–1945 Franz Binder
- 1972–1985 Erwin J. Hausensteiner[34]
- 1985–2006 Manfred Fuchs (SPÖ)
- 2007–2022 Klaus Schütz (SPÖ)
- seit 2022 Andreas Tremmel (SPÖ)[35]

### Wappen
|  | Blasonierung: „In Rot eine goldene Deichsel, begleitet von je einem sechsstrahligen goldenen Stern.“ Die drei goldenen Sterne verweisen nicht nur auf die drei Ortsteile Kobersdorf, Lindgraben und Oberpetersdorf, die seit 1. Jänner 1971 zur Großgemeinde Kobersdorf vereinigt sind, sie deuten auch auf die drei vorherrschenden Konfessionen (Protestantismus, Katholizismus und Judentum) in Kobersdorf. Das Wappen wurde am 18. Juni 1996 verliehen. |

### Gemeindepartnerschaften
Kobersdorf unterhält eine Partnerschaft mit der baden-württembergischen Stadt Waldbrunn.

## Persönlichkeiten

### Söhne und Töchter der Gemeinde
- Wilhelm Riedl (1895–1962), österreichischer Politiker und Präsident des Österreichischen Bundesrats
- Adalbert Riedl (1898–1978), Lehrer, Museumsdirektor im Landesmuseum Burgenland und österreichischer Politiker
- Franz Marx (1922–1985), österreichischer Politiker, 1960–1982 Abgeordneter zum Burgenländischen Landtag
- Werner Gradwohl (* 1954), BHS-Lehrer und österreichischer Politiker
- Georg Pehm (* 1964), österreichischer Politiker und Präsident des Österreichischen Bundesrats

### Personen mit Beziehung zur Gemeinde
- Theodor Kery (1918–2010), österreichischer Politiker (SPÖ), 1966–1987 Landeshauptmann des Burgenlandes, vor Ort verstorben

## Galerie

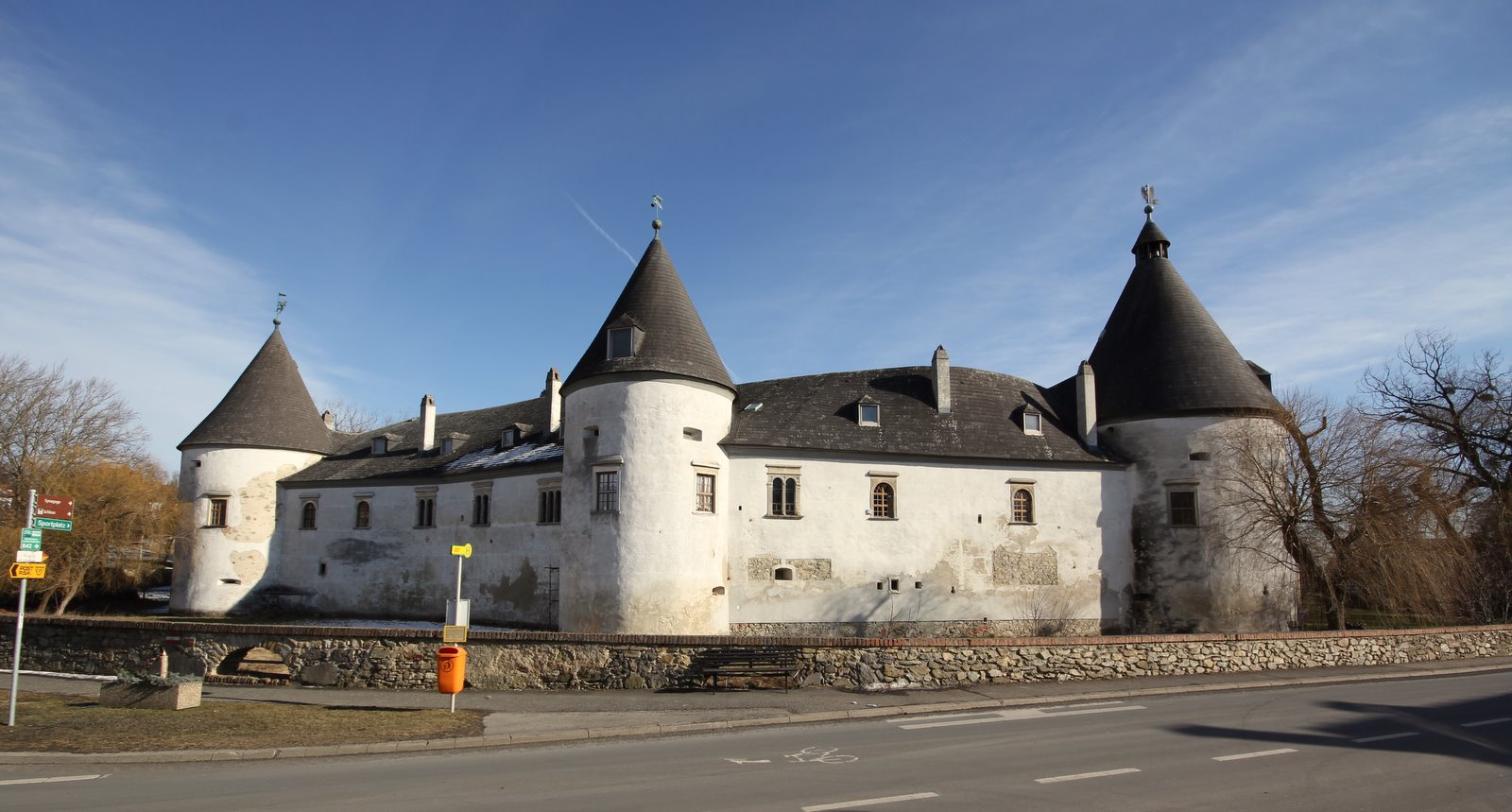
Schloss Kobersdorf
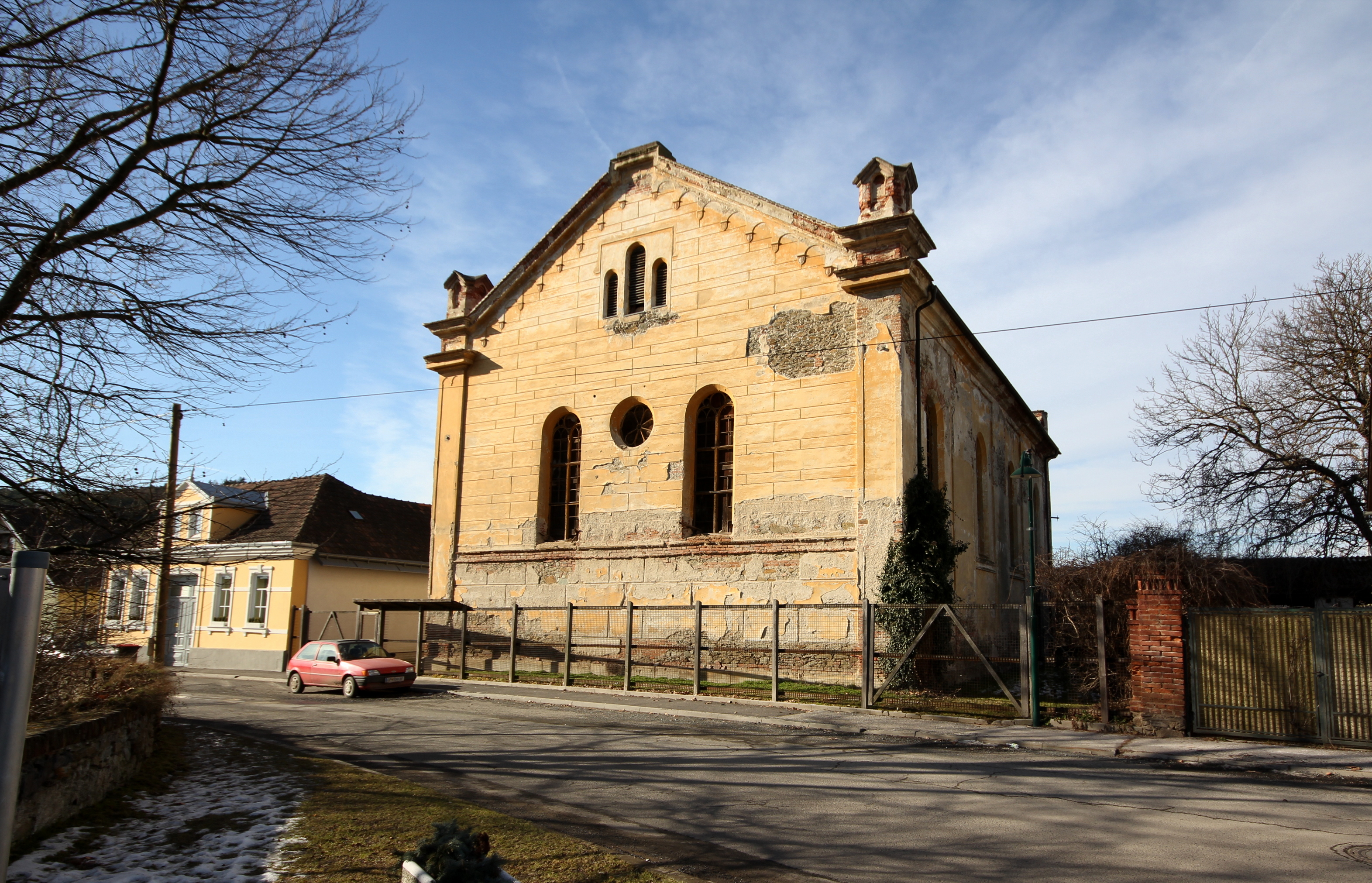
Ehemalige Synagoge in der Schloßgasse
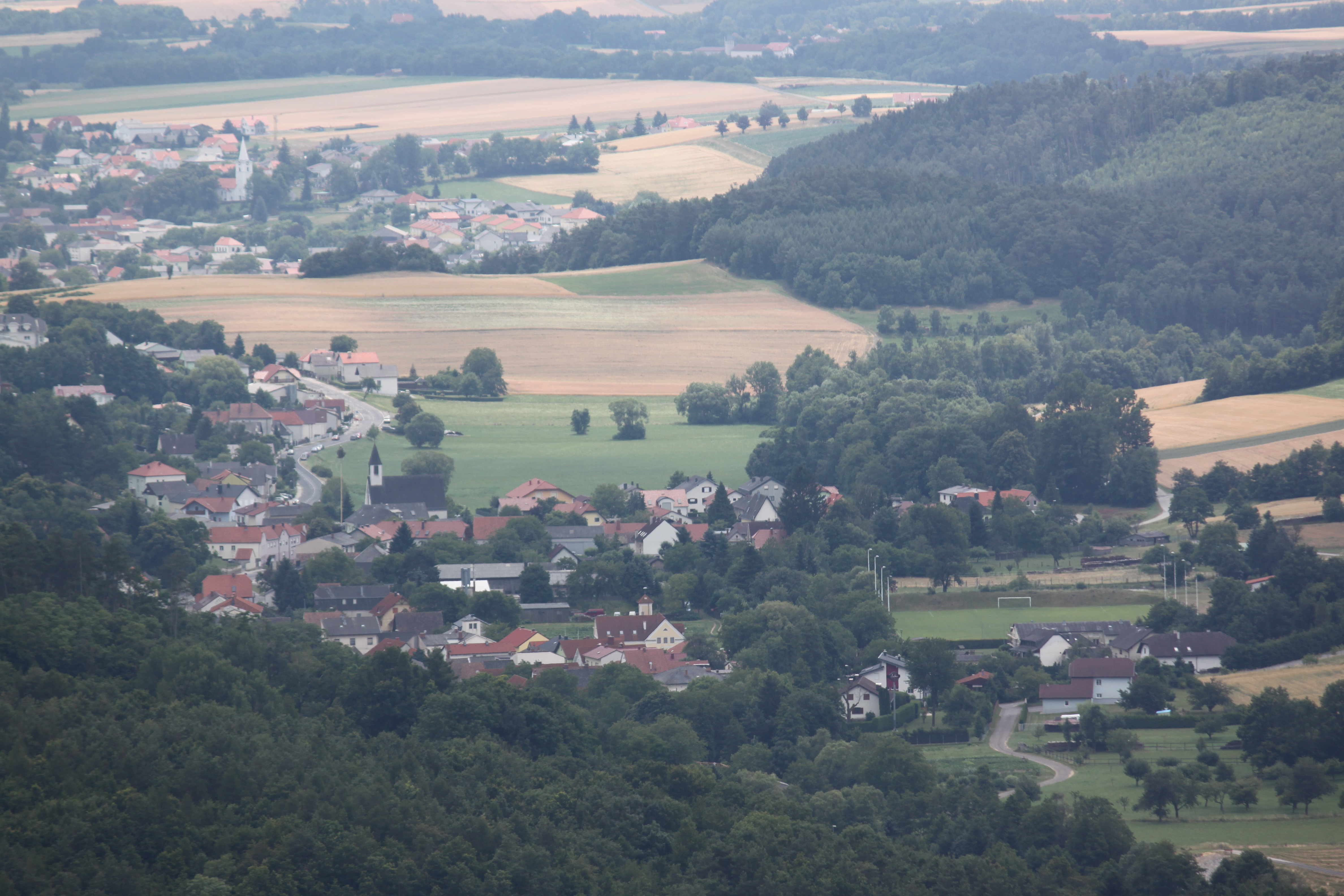
Oberpetersdorf mit evangelischer Filialkirche
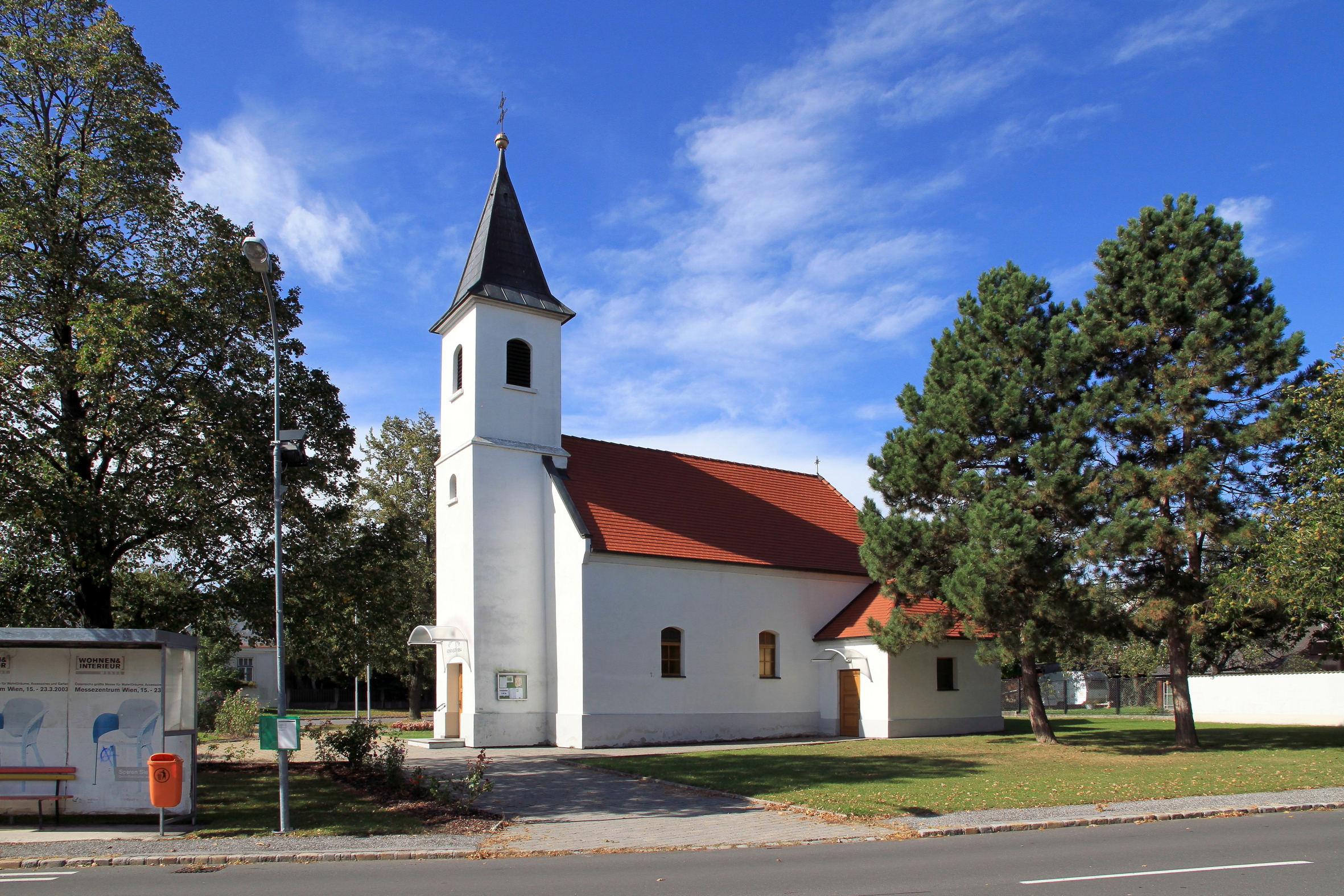
Filialkirche in Lindgraben